# Архиепископство Регенсбург
Архиепископство Регенсбург (нем. Fürstentum Regensburg) — одно из суверенных территориальных княжеств Священной Римской империи и Рейнского союза, образованное в 1803 году в эпоху Наполеоновских войн, и просуществовавшее до 1810 года.

## История
Архиепископство Регенсбург было образовано для бывшего архиепископа майнцского Карла Теодора Дальберга, владения которого были секуляризированы. В виде компенсации для него Наполеон создал новое церковное княжество, в состав которого были включены свободный имперский город Регенсбург, имперское епископство Регенсбург, имперские аббатства Святого Эммерама, Нидермюнстер и Обермюнстер, сеньорства Донауштауф, Вёрт и Хоэнбург. Имперский город Регенсбург и церковные княжества Регенсбурга потеряли свою независимость. При этом к новому архиепископству отошёл голос упраздненного Майнцского архиепископства в палате курфюрстов рейхстага империи. Однако созданию нового государства активно противилась Бавария, претендующая на эти земли. Лишь 1 февраля 1805 года Дальберг был утвержден в должности архиепископа регенсбургского.
В 1806 году часть немецких княжеств образовала Рейнский союз под протекторатом Франции, что привело к упразднению Священной Римской империи. Архиепископ Регенсбурга Дальберг стал князем-примасом нового союза. В 1809 году в архиепископстве был введен кодекс Наполеона. 20 апреля 1809 года австрийские войска заняли территорию княжества. По Парижскому договору 1810 года территория Регенсбурга была присоединена к Баварскому королевству. За Дальбергом остался церковный титул, а в качестве компенсации за утерянные территории ему были предоставлены графства Ганау и Фульда.